# Broccoli (azienda)
Broccoli Co. (株式会社ブロッコリー kabushiki-gaisha burokkorii?), spesso scritto BROCCOLI è una casa editrice giapponese che si occupa della pubblicazione di manga, anime, musica e videogiochi, attraverso le proprie filiali.

## Descrizione

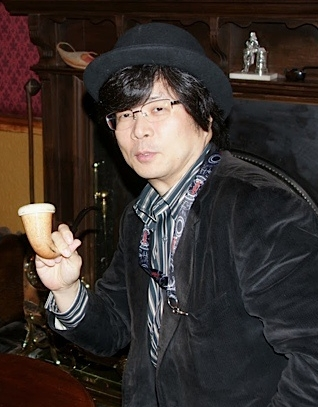
Takaaki Kidani, fondatore di Broccoli.

Broccoli è la compagnia madre di Broccoli Music Publishing, Broccoli International USA e Anime Gamers USA Inc. Inoltre l'azienda Broccoli pubblica manga sotto il marchio Broccoli Books.
L'azienda è principalmente conosciuta per i franchise di Galaxy Angel e Di Gi Charat e le relative serie animate.

## Storia
Satsuki Yamashita, l'editore di Broccoli Books, ha spiegato che la compagnia deriva dal desiderio del presidente di creare un nome memorabile, simile a quello che aveva reso celebre il marchio Apple Inc. Nel tentativo di pensare al nome di un frutto o di un vegetale, si arrivò all'idea di utilizzare il nome dei broccolo. Questo, ha casualmente lo stesso nome in quasi tutte le lingue.
Il 23 gennaio 2008, Broccoli ha annunciato la propria collaborazione con la rivale Animate per formare una nuova compagnia chiamata "AniBro". Broccoli mantiene il 30% delle quote della compagnia, che è gestita dall'amministratore delegato della Animate.